# 诺莫斯格拉苏蒂

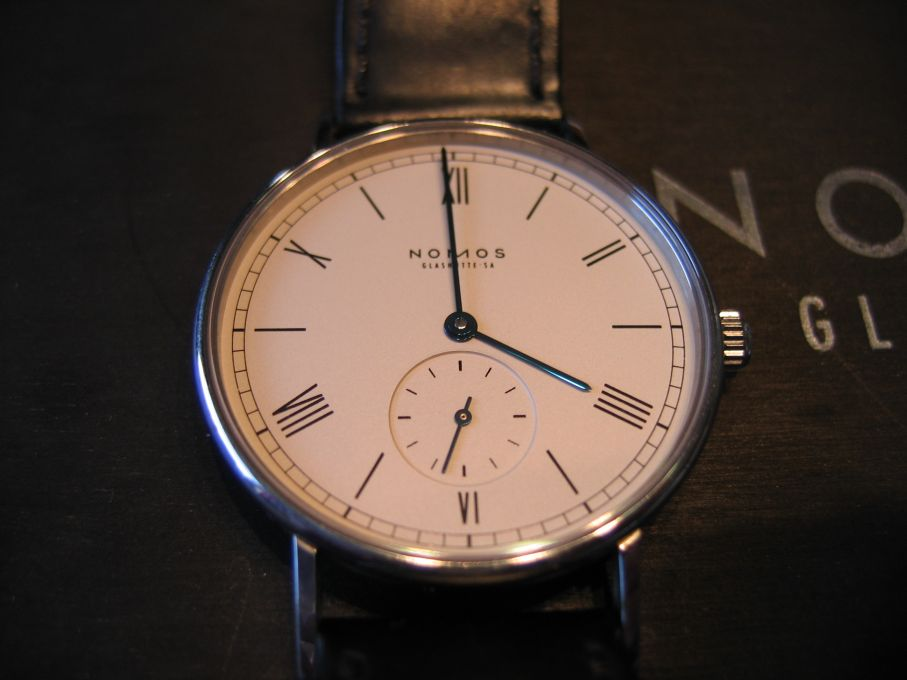
諾莫斯腕錶（正面）

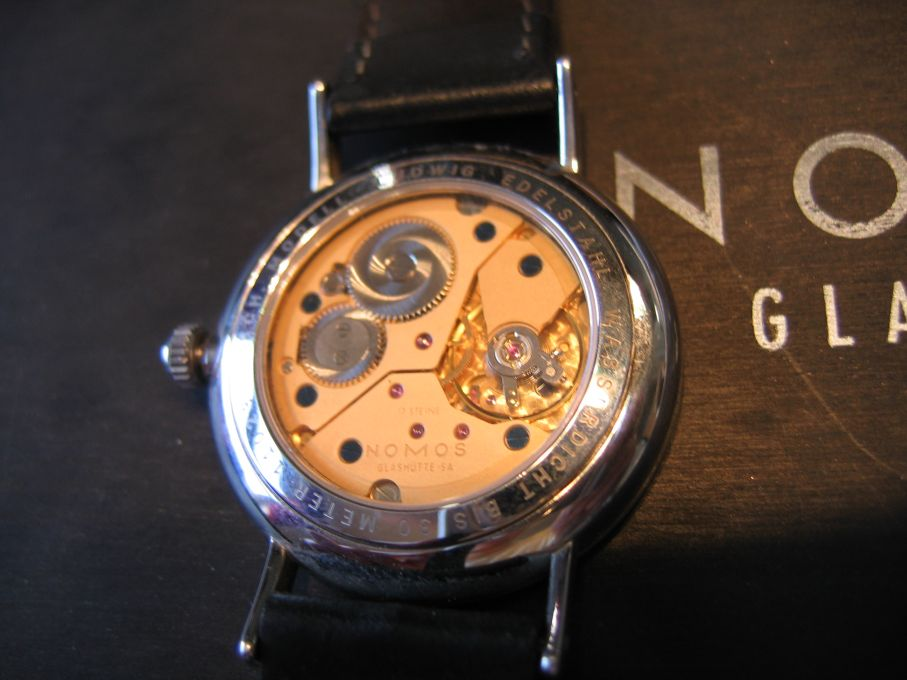
諾莫斯腕錶（背面）

諾莫斯格拉蘇蒂（德語：Nomos Glashütte，簡稱：諾莫斯），是德国著名手表品牌，由罗兰·施韦特纳於1990年1月創立，其厂址位于德国薩克森自由邦格拉苏蒂镇。

## 设计风格
諾莫斯手表的设计风格一直坚持简约的包豪斯风格，白面蓝刚小三针是其标志性的外表。

## 品牌系列
諾莫斯腕表发展至今，已有13个不同的设计系列。
- TANGENTE（切线系列）[3]
- TANGOMAT（切线系列的自动版）
- AHOI（运动系列）
- ORION（猎户座）
- LUDWIG（经典的罗马字刻度系列）
- TETRA（方形外观系列）
- CLUB（Club系列）
- ZÜRICH（苏黎世系列）
- LAMDBA
- LUX
- METRO
- MINIMATIK
- AUTOBAHN

## 机芯分类
- α (Alpha)

Nomos最基本的手动机芯，主要改自ETA7001（早期的Nomos多款手表均采用打磨的ETA7001机芯）。Alpha机芯包含六点位置的小三针设计、停秒装置、四分之三夹板等特点。
17石
2.6 mm厚度
动力储存约43小时
- β (Beta)

Beta机芯是在Alpha机芯的基础之上添加了日历显示机构，厚度略有增加。
23石
2.8 mm厚度
动力储存约42小时
- γ (Gamma)

Gamma机芯是在Alpha机芯的基础之上添加了动力显示机构，厚度略有增加。
17石
2.8 mm厚度
动力储存约43小时
- δ (Delta)

Delta机芯是在Alpha机芯的基础之上同时添加日历和动力显示机构。
23石
2.8 mm厚度
动力储存约42小时
- ε (Epsilon)

Epsilon机芯据Nomos官方介绍为第一款自行设计的全自动机芯，但从内部结构仍然能看到ETA7001的影子。
26石
4.3 mm厚度
动力储存约43小时
- ζ (Zeta)

Zeta机芯是在Epsilon基础之上添加了日历显示机构。
26石
4.3 mm厚度
动力储存约43小时
- ξ (Xi)

Xi机芯是在Epsilon基础之上添加了世界时间显示机构，是目前Nomos最复杂的机芯。
26石
5.7 mm厚度
动力储存约42小时
- η (Eta) Sonnenuhr

Nomos出品的指环日晷计时装置。